# Ningyang (ort i Kina)
Ningyang är en ort i Kina. Den ligger i provinsen Shandong, i den östra delen av landet, omkring 100 kilometer söder om provinshuvudstaden Jinan.
Runt Ningyang är det tätbefolkat, med 709 invånare per kvadratkilometer. Det finns inga andra samhällen i närheten. Trakten runt Ningyang består till största delen av jordbruksmark.
Genomsnittlig årsnederbörd är 737 millimeter. Den regnigaste månaden är juli, med i genomsnitt 241 mm nederbörd, och den torraste är januari, med 6 mm nederbörd.